# Kapitan Dranitsyn
Kapitan Dranitsyn (russisch «Капитан Драницын») ist ein unter russischer Flagge betriebener Eisbrecher und Forschungsschiff, das in Finnland für die Sowjetunion gebaut wurde. Seit Oktober 1995 wird es von dem arktischen und antarktischen Forschungsinstitut eingesetzt.

## Ausstattung
Die Kapitan Dranitsyn ist ein konventionell angetriebener Eisbrecher, der für Bedingungen in den Polarmeeren gebaut wurde. In den 2000er-Jahren wurde es für die Mitnahme von Passagieren mit 49 Außenkabinen für 100 weitere Personen umgebaut. Das Schiff verfügt neben den Unterkünften über Lounges, Bars, einen beheizten Pool, ein Fitnessstudio, eine Sauna, eine Bibliothek und eine Krankenstation.

## Einsätze
Die Haupttätigkeit des Eisbrechers Kapitan Dranitsyn besteht darin, Frachtschiffe auf den Seewegen im nördlichen Polargebiet zu begleiten. Er hat auch touristische Reisen nach Franz-Josef-Land, Spitzbergen, Nowaja Semlja und Chukotka, zur Beringstraße und (mit Hilfe eines Atomeisbrechers) zum Nordpol unternommen.
Die Kapitan Dranitsyn hat Forschungsfahrten in die Barentssee, das Beringmeer und den Arktischen Ozean abgeschlossen. 1996 unternahm sie die erste Weltreise. Im selben Jahr beteiligte sich der Eisbrecher an der Rettung des deutschen Passagierschiffs Hanseatic.
Im Jahr 2000 unternahm der Eisbrecher eine längere Fahrt von Hammerfest in Norwegen über Keflavik (Island) – Stromfiord (Grönland) – kanadische Arktis – Alaska – Tschuktotka nach Murmansk. In den Jahren 2002, 2003 und 2004 unternahm er Forschungsexpeditionen in die Laptewsee.
Im Januar 2017 war das Schiff vor der Küste von Pewek auf der Tschuktschen-Halbinsel im Eis gefangen.
Während der MOSAiC-Arktis-Expedition führte die Kapitan Dranitsyn als Versorgungsschiff im Frühjahr 2020 eine Lieferfahrt zur am Nordpol forschenden Polarstern durch. Da die Kapitan Dranitsyn den größten Teil ihrer Treibstoffreserven für die Hinfahrt aufgebraucht hatte, war sie selbst auf Versorgung durch die Admiral Makarow angewiesen.